# 외젠 피루
루이 외젠 피루(프랑스어: Louis Eugène Pirou, 1841년 9월 26일~1909년 9월 30일)는 유명인의 초상화와 파리 코뮌의 모습을 찍은 것으로 유명한 프랑스의 사진작가이자 영화 제작자이다. 그는 1889년 만국 박람회에서 금메달을 수상했다.

## 생애
그는 주로 파리의 생제르맹 거리에 있는 수많은 스튜디오를 소유하고 있었지만 루아얄가에 있는 오래된 복음주의 선교회에서도 스튜디오를 운영하기도 했다. 그 스튜디오는 1889년에 아서 허버트라는 사진작가에게 팔렸고, 피루의 이름을 사용하도록 허가를 받았다. 1898년에 허버트는 스튜디오를 조르주와 오스카 마스크레 형제(1865~1943)에게 매각했는데, 그들은 그의 허락 없이 피루의 이름을 계속 사용했다. 피루는 형제를 상대로 한 복잡한 소송에서 패소했는데, 형제는 피루와 아무련 관련도 없던 스웨덴 태생의 사진작가 오토 베게너(Otto Wegener)를 언급하면서 스튜디오를 "오토-피루"(Otto-Pirou)라고 부르며 대범하게 사기 행각을 이어갔다.
1889년 만국 박람회에서 피루는 발명가인 에티엔쥘 마레이가 발표한 크로노포토그래피에 대한 프레젠테이션을 보았고, 얼마 지나지 않아 그는 새로운 시네마토그래피 예술쪽으로 나아가기로 결심했다. 그는 1896년 여름에 필요한 장비를 구입한 후 그의 직원이자 후에 저명한 영화 감독이 되는 알베르 키르히너와 함께 파리의 다양한 사건 장면을 촬영하였으며 오페라 광장의 카페 드 라 페 지하에 있는 '시네마토그래피 외젠 피루'에서 앙리 졸리가 설계한 프로젝터로 상영했다.
그와 키르히너는 후에 최초의 에로틱 영화 중 하나인 신부의 취침 시간( Le Coucher de la Mariée)을 제작했으며 Louise Willy라는 이름의 여배우가 주연을 맡았다. 대부분 스트립쇼였다. 피루는 또한 1896년 니콜라이 2세의 파리 방문에 관한 단편 영화를 제작했다.
피루는 두 번 결혼했는데 그의 첫 번째 아내는 1881년에 사망했고 두 번째 아내는 1899년에 사망했다.

## 갤러리
외젠 피루가 촬영한 작곡가 및 작가
- 카미유 생상스, 1880년
- 쥘 마스네, 1895년
- 가브리엘 포레, 1905년
- 알렉상드르 뒤마